# Black Legion

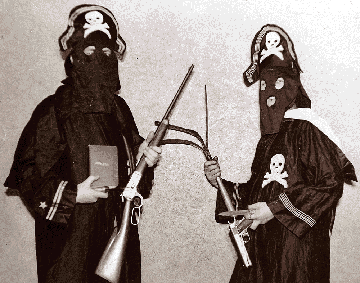

Pour les articles homonymes, voir Légion noire.
Cet article possède un paronyme, voir Légion noire de Mirabeau.
Ne doit pas être confondu avec Légion Noire (Oustachis) ou Légion Noire.

Black Legion ou Légion noire  est un groupe formé dans la mouvance du Ku Klux Klan et actif dans le centre ouest des États-Unis dans les années 1930.

## Histoire

### Origine
L'histoire de la Black Legion est intimement liée à celle du nouveau Klan, fondé en 1915 à Atlanta. Cette organisation agissait comme une fraternité WASP, s'implantant surtout dans les centres urbains en profitant du racisme latent pour s'en prendre aux immigrants européens et aux afro-américains fuyant la ségrégation raciale du sud du pays.
Les bases du nouveau Klan était ainsi, dans les années 1920, Détroit, Cleveland et Indianapolis.
Une série de scandale, et la lutte menée par ses opposants, affaiblit le nouveau Klan, dont commencèrent à se détacher des groupuscules encore plus radicaux.

### Croissance
L'organisation fut fondée par un certain William Shepard, dans l'Ohio, en 1925. Selon les estimations, le nombre total des membres du groupe s'élevait à 20 000 ou 30 000 hommes, la majorité étant basée à Détroit, Michigan, bien que la Légion ait aussi été très active dans l'Ohio, et que l'un de ses dirigeants auto-proclamé, Virgil "Bert" Effinger, ait  vécu et travaillé à Lima, dans l'Ohio. Ses rangs furent considérablement renforcés par la crise de 1929. 
Un communiqué d'Associated Press, datant du 31 mai 1936, décrit l'organisation comme 
« un ensemble plus ou moins organisé de bandes armées, adeptes des opérations nocturnes, actives dans plusieurs états du centre des États-Unis; elles n'obéissent à aucune autorité centrale, ne suivent aucun plan commun sinon celui d'imposer par le fouet et le feu les idées que leurs chefs se font personnellement de ce qu'est l'Amérique. »
Le but de la Black Legion était de combattre « tout les immigrants, les catholiques, les juifs et les noirs, les protestants hérétiques, les syndicats, les coopératives agricoles et quelques fraternités ».
L'organisation était structurée sur un modèle militaire, avec 5 brigades, 16 régiments, 64 bataillons, et 256 compagnies. 

### Chute
Le 12 mai 1936, Charles Poole, un membre du bureau fédéral WPA, fut enlevé à son domicile dans le sud-ouest de Détroit par la Black Legion sur des suspicions de violence conjugale, mais surtout parce qu'il était d'origine française, et catholique. La nuit même, il fut abattu par un membre de l'organisation du nom de Dayton Dean.  
L'indignation publique força le juge Duncan McRae, qui avait été exposé comme un ancien membre de la Black Legion, à agir et à lancer une série d'arrestation contre l'organisation, qui révélèrent l'ampleur du réseau, avec plusieurs maires, commissaires, fonctionnaires, petits commerçants impliqués dans diverses affaires de meurtres, kidnapping et extorsion de fonds au nom de la Black Legion. 
Une cinquantaine de procès finirent de démanteler l'organisation.
Black Legion est également le nom d'un film de 1937, avec Humphrey Bogart, proposant une version romancée du groupe. La série Netflix, Damnation, sortie en 2017, met en scène les actes de ce groupe contre un ensemble de fermiers en grève.
Les membres portaient des uniformes noirs avec un insigne représentant une tête de mort et des tibias croisés. Ils seraient responsables de nombreux meurtres commis sur de prétendus communistes ou socialistes, notamment le père de Malcolm X, Earl Little.